# Montreux Jazz Festival 1969
Das Montreux Jazz Festival 1969 war die dritte Ausgabe des 1967 begründeten Montreux Jazz Festival.

## Geschichte
Wiederum mit Unterstützung der Europäischen Rundfunkunion fand das Festival 1969 über fünf Tage, von Mittwoch, den 18. Juni, bis Sonntag, den 22. Juni 1969, mit Konzerten von vor allem aus Europa stammenden Jazz- und Fusiongruppen statt; aus den USA kamen neben Ella Fitzgerald auch Phil Woods, Kenny Burrell, Eddie Harris und Les McCann mit ihren aktuellen Gruppen sowie Clark Terry & Ernie Wilkins; das seit 1968 bestehende Dave Pike Set firmierte hingegen als Quartett von Volker Kriegel. Erstmals bereicherte mit Ten Years After eine Bluesrock-Band die stilistische Vielfalt.
Fred Lewis, Leiter der Big Band der Fenton High School aus Bensenville in Illinois, überzeugte die Programmmacher, dass sein auf Europatournee befindlicher Klangkörper auf dem Festival auftreten konnte; aufgrund des Publikumszuspruchs wurden auch in den kommenden Jahren Bands aus amerikanischen High Schools eingeladen. Clark Terry dirigierte eine extra zusammengestellte, internationale Big Band, in der die diesjährigen Gewinner des Wettbewerbs als Solisten in Arrangements von Ernie Wilkins auftraten. Der irische Gitarrist Louis Stewart gewann als bester europäischer Solist ein Stipendium am Berklee College of Music im amerikanischen Boston (das er nicht wahrnahm).
Insgesamt 15'000 Besucher kamen zu den Konzerten im Kursaal des Casinos von Montreux, um die 28 Auftritte zu erleben.

## Gruppen (alphabetisch)
- Alan Skidmore & Louis Stewart
- Alan Skidmore Quintet (mit Kenny Wheeler, John Taylor, Harry Miller, John Marshall)[6]
- Bekaert-Catherine Sextett (mit Richard Rousselet, Jacques Bekaert, Ronald Lecourt, Philip Catherine, Freddie Deronde, Félix Simtaine)
- Clark Terry & International Festival Band
- Coloseum (mit Dave Greenslade, James Blake, Dick Heckstall-Smith, Tony Reeves, Jon Hiseman)
- Eddie Harris & Les McCann (mit Benny Bailey, Leroy Vinnegar, Donald Dean)
- Eddie Harris Quartet (mit Jodie Christian, Melvin Jackson, Billy Hart)
- Eero Koivistoinen Quartet (mit Pentti Hietanen, Ilkka Willman, Reino Laine)
- Ella Fitzgerald (mit Tommy Flanagan, Frank De La Rosa, Ed Thigpen)
- Fenton High School Stage Band
- Finn Ziegler Quartet (mit Ole Kock Hansen, Hugo Rasmussen, Bjarne Rostvold)
- Frode Thingnæs Sextet (mit Erik Andresen, Elge Hurum, Terje Bjørklund, Tore Nordlie, Svein Christiansen)
- Hans Kennel & Bruno Spoerri Sextet (mit Raffael Waeber, David Lee, Hans Foletti, Kenny Schmidt)
- Heavy Soul Inc. (mit Hans Dulfer, Willem van Manen, Regteren van Altena, Han Bennink, Steve Boston)
- Jazz Sanatorium Praha (mit Zdeněk Pulec, Eugen Jegorov, Karel Růžička, Vincenc Kummer, Vladimír Žižka)
- Kenny Burrell (mit Richard Wyands, Reggie Johnson, Jimmy Cobb)
- Les McCann & Les McCann Ltd. (mit Leroy Vinegar, Donald Dean)
- Nunzio Rotondo Quartette (mit Franco D’Andrea, Dodo Goya, Franco Mondini)
- Phil Woods & His European Rhythm Machine (mit George Gruntz, Henri Texier, Daniel Humair)
- Rudolf Tomsits Quartet (mit György Vukán, Balázs Berkes, Tamás Rosenberg)
- Ten Years After (Leo Lyons, Alvin Lee, Ric Lee, Chick Churchill)
- The Old Gossips (Predrag Ivanović, Milivoje Marković, Vladimir Vitas, Zoran Jovanović, Bratislav Godel, Radomir Milivojević)
- Trio Michel Roques (mit Benoît Charvet, Jean-François Manzecchi)
- Volker Kriegel Quartet (mit Dave Pike, Hans Rettenbacher, Peter Baumeister)

## Diskographie
- Les McCann & Eddie Harris: Swiss Movement (Atlantic 1969, mit Benny Bailey, Leroy Vinegar, Donald Dean)[7]
- Clark Terry International Festival Band: At the Montreux Jazz Festival (Polydor 1970, mit Franjo Jenč, Hans Kennel, Richard Rousselet, Rudolf Tomsits, Frode Thingnæs, Raymond Droz, Zdeněk Pulec, Eero Koivistoinen, Erik Andersen, Bruno Spoerri, Ernie Wilkins, György Vukán, Dave Pike, Louis Stewart, Hugo Rasmussen, Benoît Charvet, Franco Manzecci)
- Phil Woods & His European Rhythm Machine: At the Montreux Jazz Festival (MGM 1970)
- Various Artists, Atlantic Jazz Stars at the Montreux International Jazz Festival (Atlantic 1971)
- Ella Fitzgerald Live at Montreux 1969 (Mercury o. J.)[8]
- Colosseum: Festival International de Jazz Montreux Suisse 18 – 22 Juin 1969 (Repertoire Records 2020)

## Plakat
Das Plakat von 1969 provozierte: Mit einem Akt war man aber ganz bei den Trends der Zeit, schockierte aber doch etablierte Gesellschaftsschichten. In der rechten Hälfte des Posters ist eine androgyne stehende nackte Frau dargestellt – von hinten. Sie trägt eine Trompete hinter sich. Die Fotografie von Fritz van Swoll ist in Schwarz-Weiss gehalten, anstelle von Grautönen werden Punkte verwendet. Entworfen wurde das Plakat von Eric Wondergem, einem Grafiker aus den Niederlanden, der damals für Philips Schallplattencovers gestaltete.
Der Text findet sich in der linken Hälfte des Posters. Untereinander angeordnet bildet er ein Gegengewicht zur Person rechts, ebenfalls figürliche Umrisse annehmend. Der Text ist mit Halbkreisen verziert, stilisierte Anlehnungen an (halbe) Schallplatten, Regenbogen oder Sonnenuntergänge. Einer der Halbkreise thront zuoberst über dem Text, einen Kopf symbolisierend.
Titel, Ort und Datum des Anlasses sind in gleich grosser Schrift gehalten und Bilden sozusagen Kopf und Rumpf der Figur. Diese Text lautete «Festival international de Jazz Montreux Suisse 18–22 Juin 1969». Links und rechts davon finden sich – teilweise zweisprachig französisch und englisch, teilweise nur englisch – einige Angaben zu den Veranstaltungen am Festival und der übersetzende Zusatz «Switzerland». Unter dem Titel sind die auftretenden Interpreten aufgeführt, sozusagen die Beine der Figur.